# Großhabersdorf
Großhabersdorf là một đô thị thuộc huyện Fürth, Bayern, nước Đức. Đô thị Großhabersdorf có diện tích 35,5 km², dân số thời điểm 31 tháng 12 năm 2006 là 4261 người.
Großhabersdorf kết nghĩa với Swieciechowa ở Ba Lan và Aixe-sur-Vienne ở Pháp.